# 岡山県道208号美作河井停車場線
岡山県道208号美作河井停車場線（おかやまけんどう208ごう みまさかかわいていしゃじょうせん）は、岡山県津山市を通る一般県道である。

## 概要
JR西日本因美線 美作河井駅と岡山県道・鳥取県道6号津山智頭八東線を結ぶ。

### 路線データ
- 起点：岡山県津山市加茂町山下（JR西日本因美線 美作河井駅前）
- 終点：岡山県津山市加茂町山下（岡山県道・鳥取県道6号津山智頭八東線交点）
- 総延長：210 m

## 路線状況
JR西日本因美線 美作河井駅は2005年（平成17年）2月28日に津山市に編入された苫田郡阿波村の玄関口で、本路線を美作河井駅と阿波地区を結ぶ路線バスが通っている。

## 地理

### 通過する自治体
- 津山市

### 交差する道路
| 交差する道路                        | 交差する場所 | 交差する場所 |
| ----------------------------------- | ------------ | ------------ |
| 岡山県道・鳥取県道6号津山智頭八東線 | 加茂町山下   | 終点         |

### 沿線
- JR西日本因美線 美作河井駅